# Actinoposthia biaculeata
Actinoposthia biaculeata är en plattmaskart som beskrevs av Faubel 1974. Actinoposthia biaculeata ingår i släktet Actinoposthia och familjen Actinoposthiidae. Inga underarter finns listade i Catalogue of Life.